# Agnaldo de Jesus
José Agnaldo de Jesus (Macambira, 12 de outubro de 1967), mais conhecido apenas como Agnaldo (quando jogava, normalmente como volante) ou como Agnaldo de Jesus (após parar de jogar), é um ex-futebolista e treinador de futebol brasileiro, notabilizado sobretudo no Remo, em ambas as funções e também em cargos administrativos.
Mesmo não sendo considerado dos mais técnicos futebolistas que o clube teve na década de 1990, foi reconhecido como um volante de liderança, bravura e chegada ao gol, sendo eleito com ampla margem em 2020 como o melhor jogador nesse posição na história remista.
Agnaldo, como jogador, foi um dos ícones de um pentacampeonato paraense seguido dos azulinos junto a uma série de 33 clássicos Re-Pa seguidos sem derrotas. Como técnico, obteve o único título com 100% de aproveitamento do certame na era profissional e também promoveu a estreia de Rony no futebol adulto, ambos também a trabalho do Remo. Em ambas as funções, também foi campeão no próprio rival Paysandu.
Pela semelhança física com o personagem de Lug de Paula no programa televisivo Escolinha do Professor Raimundo, também se tornou conhecido como “Seu Boneco”.

## Carreira de jogador

### Início
Nascido no interior de Sergipe, iniciou-se já no Santos, ainda na categoria infantil, em 1981. Chegou a ser integrado à equipe adulta em 1984, mas faria por ela uma única partida, já no ano de 1987. Antes, chegou a integrar entre 1986 e 1987 o São Bento de Sorocaba. Também em 1987, reforçou o VOCEM, de Assis, clube ao qual creditaria o verdadeiro início da carreira, conseguindo um título de acesso nas divisões inferiores do campeonato paulista.
Ao longo do ano de 1987, o Santos, por sua vez, teve para posições de volante jogadores como César Sampaio, Hugo de León e Dema, todos em algum momento premiados com a Bola de Prata da revista Placar. Em sua única partida pelo clube, Agnaldo entrou no decorrer de amistoso contra o Araçatuba (vitória de 1-0 no Adhemar de Barros), em 2 de dezembro, jogo no qual o treinador Geninho utilizou outros volantes na formação encabeçada pelo goleiro Rodolfo Rodríguez. Foi a última partida do Santos naquele ano.
Agnaldo inicialmente seguiu no VOCEM para 1988, ano em que também atuou pelo XV de Novembro, de Jaú. Em 1989, rumou ao Catanduvense, destacando-se na primeira divisão estadual também pelos cinco gols marcados – incluindo um sobre o Corinthians, em partida televisionada nacionalmente. Terminou contratado pelo Sport, vencendo em 1990 a Série B do Brasileirão naquele ano.
Pelo clube do Recife, disputou a Série A de 1991, em elenco que tinha também Paulo Victor, Mirandinha e Sérgio Alves. Naquele mesmo ano, reforçou pela primeira vez o Remo, que naquele primeiro semestre havia chegado às semifinais da Copa do Brasil de 1991.

### Primeira passagem pelo Remo
Seus primeiros Re-Pas foram em triangular internacional amistoso com a equipe surinamesa do Transvaal; em dois clássicos com o Paysandu, em julho, empatou em 0-0 e perdeu de 2-1. Posteriormente, esteve em três dos quatro clássicos válidos pelo Estadual, sem perder: 1-1 pelo primeiro turno, 1-0 na final do primeiro turno e 0-0 pelo segundo turno. Na campanha campeã paraense de 1991, Agnaldo ausentou-se das cinco últimas partidas, mas foi titular na maior parte da trajetória, incluindo participações em triunfos de 3-0 e de 4-0 no clássico com a Tuna Luso.
No primeiro semestre de 1992, Agnaldo contribuiu com três gols na campanha 4ª colocada na Série B do Brasileirão, suficiente ao acesso. No segundo semestre, inicialmente seguia invicto no Re-Pa: duas vitórias de 1-0 e um empate em 0-0 contribuíram para o “Leão” vencer o primeiro turno. O empate foi o 600º clássico, altura em que o Remo possuía 207 vitórias e 194 derrotas. Contudo, na sequência o rival obteve quatro vitórias seguidas por 1-0 e terminou campeão - além de, consequentemente, reduzir para nove jogos a desvantagem no duelo. Naquele momento, Agnaldo chegou a ser bastante criticado, sofrendo inclusive insinuações de que teria "se vendido" ao arquirrival.
Porém, o encontro seguinte, um 0-0 pelo amistoso Torneio Pará-Ceará em janeiro de 1993, daria início ao famoso tabu de 33 partidas de invencibilidade azulina no duelo. Agnaldo esteve presente ali e no clássico seguinte do torneio, partida que estava igualada em 1-1 e acabou oficializada em vitória de 1-0 após o rival abandonar o campo, protestando contra a marcação precisamente do pênalti que resultaria no gol do empate remista. Na sequência, o volante esteve em todos os duelos pelo estadual, que passava a realizar-se no primeiro semestre.
O Remo foi o campeão paraense de 1993 com Agnaldo só ausentando-se de dois dos vinte jogos da equipe treinada por Givanildo Oliveira. O volante deixou gols no 2-2 com o Pinheirense e no 2-0 no Bragantino (primeiro turno), 4-0 no Santa Rosa, 2-0 no Pinheirense, 10-0 no Tiradentes (três jogos seguidos do segundo turno) e do 1-0 no jogo final com o Paysandu. Foi o vice-artilheiro do elenco, com apenas um gol a menos que os sete anotados pelos artilheiros Cacaio e Tarcísio. Ter feito o gol do título (em cabeceio forte, aproveitando lançamento de Cacaio) inclusive serviu-lhe para desabafar publicamente contra as insinuações ventiladas contra sua honestidade um semestre antes.
No segundo semestre de 1993, em elenco que possuía Giovanni, Alex Dias,  Biro-Biro e Mauricinho, foi um dos líderes da melhor campanha de uma equipe do Norte do Brasil na primeira divisão do Brasileirão, um oitavo lugar. Ela também incluiu os dois últimos Re-Pas válidos pela Série A. Agnaldo esteve em ambos: vitória de 2-1 e empate em 1-1.
Em 1994, atuou apenas no mês de maio pelo Remo. Na campanha campeã paraense daquele ano, participou somente da vitória de 3-0 sobre o Tiradentes no dia 15, pelo segundo turno. Na segunda quinzena do mês, tomou parte da excursão à Europa, a primeira de uma equipe paraense, disputando em Toulon torneio amistoso contra clubes franceses e uma seleção de Bucareste. Agnaldo não esteve em nenhum dos dez Re-Pas do ano, tendo passado a temporada de 1994 basicamente como jogador do Taquaritinga e do Operário de Campo Grande. O Remo acabaria o ano rebaixado, sem voltar mais à primeira divisão.

### Segunda passagem pelo Remo
Agnaldo retornou do Mato Grosso do Sul ao Remo em 1995. Na campanha campeã paraense daquele ano, se ausentou de duas das quatorze partidas e fez gols no 5-0 no Pinheirense e então em três jogos seguidos: 2-0 no Pedreira, 4-0 no Sport Belém e 1-0 no Bragantino. Foi o terceiro na artilharia do elenco treinado por Hélio dos Anjos. Além dos dois Re-Pas ocorridos no Estadual (ambos vencidos por 1-0), Agnaldo também esteve em dois amistosos em agosto, válidos pela Taça Yamada (0-0 e vitória de 1-0, com gol dele). Posteriormente, com seis gols, acabou artilheiro azulino da campanha 5ª colocada na segunda divisão do Brasileirão.
O tetracampeonato paraense seguido do Remo veio no estadual de 1996. Ausente de três dos 22 jogos, Agnaldo fez gols no 6-1 no Bragantino, no 1-0 no Paysandu e em 2-0 novamente no Bragantino. Em todos os Re-Pas do ano, só não atuou no primeiro e acabou protagonista naquela vitória estadual de 1-0 não apenas pelo gol: uma falta que ele cometera no adversário Sandro acabou assinalada pela arbitragem como favorável ao Remo e rendido um segundo cartão amarelo ao oponente. O rival já jogava sem outros dois expulsos e, revoltado, iniciou batalha campal antes de retirar-se do gramado. A partida, então empatada em 1-1, foi encerrada aos 39 minutos e o resultado foi alterado para 1-0 pela justiça desportiva. Adiante, o título fez o Remo ultrapassar o Paysandu em número de conquistas estaduais, 35 contra 34.
Agnaldo também esteve nos dois Re-Pas pela Série B de 1996: 3-2 e 1-1. Naquela segunda divisão, o Remo acabou eliminado nos pênaltis pelo Londrina nas quartas-de-final, terminando na 7ª colocação geral. No ano seguinte, a série de invencibilidade no Re-Pa prosseguiu inicialmente em triunfo de 4-2, com Agnaldo em campo, pela seletiva à Copa Norte de 1997. O 32º jogo seguido sem perder do rival veio já pelo estadual, triunfo de 2-1.
Em paralelo, o “Leão” chegou à decisão da Copa Norte, torneio que na época também valeria vaga internacional, na Copa CONMEBOL de 1997. Surpreendentemente, o time terminou derrotado em 4 de maio no Mangueirão pela equipe acriana do Rio Branco, resultado que rendeu a demissão do treinador azulino Fernando Oliveira. Três dias depois, ocorreu Re-Pa para definir o primeiro turno do estadual e, para a ocasião, Agnaldo e o zagueiro Belterra se improvisaram como dupla de jogadores-treinadores.
O rival vencia a partida por 1-0 até os onze minutos finais, quando então Agnaldo anotou o gol que já levava à loucura a torcida azulina. Ele e Belterra já haviam colocado cinco atacantes em campo e o time virou o jogo para 3-1, em gols de Zé Raimundo e Edil Highlander. Além daquele gol, Agnaldo, ausente de cinco dos 24 jogos, marcou no 10-0 no Pinheirense, no 2-1 no Bragantino, no 4-1 novamente no Bragantino, no 1-0 no Santa Rosa, dois gols no 3-1 no Sport Belém, no 3-1 no Tiradentes e 1-0 na Tuna. A própria Tuna, ao ter vencido outro clássico, por 1-0, ocasionou em nova demissão do técnico azulino da ocasião, Cassiá. O compromisso seguinte seria novo Re-Pa e Agnaldo foi novamente jogador-treinador, precisamente no duelo em que o tabu de 33 clássicos foi encerrado, em derrota de 2-0.
Em 2023, quando o tabu completou 30 anos de início e 25 anos de fim, Agnaldo foi convidado a comentar, declarando o seguinte: 
| “ | Foi um marco importante na história do Remo, do futebol paraense. Mais uma vez estamos entrando para a história do clube positivamente. Afinal, ninguém fica quase cinco anos sem perder para o maior rival. Até hoje é lembrado e eu fico feliz por isso. É algo marcante na minha vida como atleta. O clima era sempre tranquilo, não tínhamos isso em mente. As coisas foram acontecendo naturalmente, não tínhamos essa mentalidade de tabu. Aconteceu porque nós tínhamos um time bom, competitivo, que honrava e suava a camisa, que respeitava o clube em todas as suas esferas. Tive o prazer e a honra de trabalhar com jogadores bons. Na vida tudo pode acontecer, mas acho muito difícil chegar a essas 33 partidas sem perder para o maior rival. Mas, se vier a acontecer, vou ficar feliz também. Sinceramente, do jeito que o futebol hoje está muito competitivo, muito igual, acho difícil chegar a esse patamar novamente. | ” |

Agnaldo permaneceu como jogador-treinador no compromisso seguinte ao fim do tabu, vitória de 3-1 sobre o Tiradantes. Celinho assumiu como técnico e, a despeito do encerramento de invencibilidade em sequência, o Remo, na decisão do segundo turno, tornou a triunfar sobre o rival. Foi o último Re-Pa de Agnaldo como jogador remista. Seus nove gols na campanha o fizeram vice-artilheiro do elenco junto de Ageu Sabiá, ambos abaixo apenas dos doze gols de Edil.
Em 2020, uma eleição oficial promovida pelo Remo entre torcedores escolheu Agnaldo para o time dos sonhos do clube. Recebeu 65% dos votos para a vaga de volante.

### Final
Para a disputa da Série B de 1997, Agnaldo reforçou o Moto Club. Curiosamente, na rodada final a equipe maranhense travou confronto direto exatamente contra o Remo para definir no Baenão um dos rebaixados. O volante, famoso pelos gols de cabeça, não deixou de ir ao ataque em escanteios, mas acabou expulso, quando a partida já estava sob o placar de 2-0 para o ex-clube. O “Leão” venceu ao fim por 3-0.
Em 1998, Agnaldo voltou ao futebol paraense, reforçando o Paysandu, que deliberadamente buscava fortalecer-se com antigas figuras destacadas de Remo e Tuna Luso para simultaneamente enfraquecer os rivais. O veterano participou de treze dos vinte jogos de campanha campeã invicta, incluindo um 3-0 no clássico com a Tuna. Seu único gol deu-se em 4-1 no Santa Rosa.
Como bicolor, curiosamente não participou das duas vitórias do “Papão” em Re-Pas de 1998, o 1-0 pela seletiva à Copa Norte daquele ano e o 3-1 no jogo final do estadual; seus três duelos como bicolor contra o Remo, todos também pelo estadual, foram empates - em 1-1 pelo primeiro turno, em 0-0 pelo triangular-final dessa fase e em 1-1 pelo triangular-final do segundo turno.
Após o título, declarando-se cansado do ambiente do futebol, decidiu parar de jogar e dedicar-se inicialmente à profissão de caminhoneiro, bastante difundida em sua família.

## Após parar de jogar
Em meio a quatro anos como caminhoneiro, chegando a escapar duas vezes de acidentes que renderam perda total de carga e veículo, começou a interessar-se em virar treinador; estagiou no Goiás e no Guarani, em comissões técnicas de Lori Sandri e Hélio dos Anjos, respectivamente; também chegou a acompanhar por 45 dias treinamentos do Deportivo La Coruña, convidado por César Sampaio, outro ex-jogador santista em 1987.
Após trabalhos iniciais de treinador em Serra Negra, Agnaldo de Jesus teve uma primeira oportunidade de um clube profissional dada pelo Ananindeua, em 2002. No campeonato paraense daquele ano, à exceção de um 6-1, seu time conseguiu resultados equilibrados contra o campeão Paysandu, mesmo perdendo também nos outros três encontros – por 2-1, 2-0 e 1-0.
Desavenças no planejamento da temporada 2004 e reclamações por meses de atrasos salariais levaram Givanildo Oliveira a deixar o Remo após a Série B de 2003. Agnaldo foi convidado a substitui-lo interinamente em dezembro de 2003. Acabou efetivado, sem, apesar da idolatria do passado, evitar desconfiança inicial da torcida ao ser julgado como ainda inexperiente. Em um primeiro momento, em janeiro de 2004, o Remo chegou a ser derrotado em amistoso contra o combinado de São João de Pirabas, o Bacuri, ainda que apenas dez dias depois conseguisse vencer o Re-Pa na estreia do campeonato paraense daquele ano.
As dúvidas dos torcedores chegaram a ser reforçadas após eliminação precoce na Copa do Brasil de 2004 para o Palmas, mas as críticas foram superadas com campanha histórica no estadual de 2004: ali, o “Leão” tornou-se o primeiro campeão com 100% de aproveitamento na era profissional do certame. Após a estreia com 1-0 sobre o arquirrival, os dirigidos por Agnaldo venceram por 3-0 o Carajás, por 2-1 o Castanhal, por 2-1 o clássico com a Tuna Luso, por 4-1 o Águia de Marabá, por 2-1 o Bragantino, por 1-0 o Ananindeua, por 5-0 o Bragantino, por 5-2 o Castanhal, por 2-0 o Ananindeua, por 2-1 o Carajás, por 4-1 a Tuna, por 2-1 o Águia e, por fim, por 2-0 um novo Re-Pa.
As 14 vitórias em 14 jogos, além dos 37 gols marcados e dez sofridos, também propiciaram as duas artilharias do certame - lideradas por Gian e Júnior Ferrim. O título também foi histórico por reigualar a dupla Re-Pa em títulos estaduais, ambos estabelecidos com quarenta conquistas paraenses cada um após o certame de 2004. Na época, o treinador declarou que: 
| “ | Se a dúvida existiu e ainda existe nas cabeças das pessoas, na minha nunca existiu. Sempre fui claro a respeito do meu objetivo no Remo. Confio no meu trabalho pela minha lealdade com os jogadores, pela minha honestidade, pela minha dignidade de poder entrar e sair em qualquer lugar de cabeça erguida. A credibilidade que eu tinha como atleta consegui ter como treinador. O Remo me ajudou muito nesse sentido. Sempre me viram aqui com bons olhos. Ninguém me via como mau caráter, como treinador propineiro, como está cheio por aí. Tem muito treinador que indica contratação em troca de comissão. Ora, fui doutrinado por dois excelentes professores, Givanildo Oliveira e Hélio dos Anjos, minhas referências de trabalho honesto e digno no futebol. | ” |

Contudo, o time não foi bem na Série B de 2004 e terminou rebaixado, no fim de setembro. Venceu somente cinco vezes, empatou doze e foi derrotado em oito. Agnaldo deixou o cargo após a 8ª rodada, sob derrota de 5-2 em 8 de junho para o Ituano, já não trabalhando na seguinte. Àquela altura, o clube ainda era 14º de 24 times.
Ainda em 2004, no fim de dezembro, Agnaldo de Jesus foi anunciado como novo treinador do Paysandu. A contratação se dera ainda sob a credencial do desempenho histórico do título estadual de 2004, visando também provocativamente desempatar em favor do "Papão" o número de títulos estaduais para 2005, precisamente o ano do centenário remista.
Agnaldo terminou por de fato integrar a campanha campeã paraense de 2005 com os bicolores, mas trabalhou somente nas três primeiras partidas: começou vencendo por 4-1 o Pedreira, mas derrotas para os modestos São Raimundo (2-1) e Castanhal (1-0), ainda que ambas fora de Belém, acarretaram na sua saída. Roberto Cavalo o substituiu pelo restante do torneio e Agnaldo voltaria ao Ananindeua ainda no primeiro turno; perdeu duas vezes de 2-0 nos reencontros contra o campeão.
Em 2014, voltou a ser técnico interino do Remo, em Re-Pas válidos pelas semifinais da Copa Verde daquele ano, após derrota em clássico válido pelo estadual ocasionar na saída de Charles Guerreiro como treinador azulino. Com Agnaldo, o “Leão” perdeu de 1-0 e empatou em 0-0, sem evitar a eliminação, em 23 de março. Seguiu interinamente no cargo para jogo de três dias depois, pelo estadual de 2014. O Remo apenas empatou em 1-1 com o São Francisco, mas a partida com o tempo acabaria notabilizada por ter rendido a estreia de Rony no futebol profissional. Agnaldo o conhecera nas categorias de base e o colocou no segundo tempo, sob derrota parcial de 1-0 em pleno Mangueirão, e o próprio estreante terminou convertendo o gol do empate. Quatro dias depois, haveria novo Re-Pa, pelo estadual, e Roberto Fernandes já havia assumido como novo treinador remista. O clube, adiante, terminaria campeão.
Em 2023, Rony tornou-se o primeiro paraense chamado em sete anos à seleção brasileira, antecedido por Paulo Henrique Ganso, um ano após estabelecer-se como o jogador paraense mais vezes campeão após a aposentadoria de Giovanni. A respeito de Rony, Agnaldo já havia comentado em 2020:
| “ | Eu era coordenador da base e auxiliar do time principal. Como joguei muito tempo aqui, por sete anos, fui treinador, jogador campeão, eu tinha várias funções em virtude das dificuldades do clube. Em um dos treinamentos da base, vi esse menino Rony, nascido em Magalhães Barata. Coincidentemente, o treinador saiu naquela época e eu assumi interinamente o comando técnico do time até a chegada de um substituto. Durante esse período, vi no Rony algo diferenciado em relação aos outros garotos. Eu já conheci o Rony na base do Remo. A base não tem estrutura, tantas condições, mas eu ia a todos os treinamentos da base. Não fui eu que busquei o Rony lá em Magalhães Barata. Para ser honesto e sincero com você, eu o vi treinando na base. Dali puxei o Rony para integrar os quadros profissionais. Teve um outro rapaz que ajudou o Rony aqui, que é o Valter Lima. Colaborou muito com ele. É outro nome que não deve ser esquecido. Ele é um menino humilde, simples, passava dificuldade, e eu integrei o Rony ao elenco principal. Se eu não tiro o Rony da base naquele momento, talvez ele estivesse rodando em times pequenos. Ali as coisas começaram a andar. O presidente Zeca Pirão falou assim no hotel, nunca vou me esquecer: “Ei, moleque, se por acaso tu entrar no jogo e fizer um gol, eu te dou R$ 1.000”. A estrela do menino brilhou. Ele entrou no segundo tempo contra o São Francisco, de Santarém, e fez o gol do empate. Pela primeira vez na vida, ele viu R$ 1.000 nas mãos. Na época, ninguém ganhava nada na base. Ali nasceu aquele Rony que é hoje. A minha perspectiva de que ele cresça ainda mais é enorme. Daqui (de Belém) ele foi para a base do Cruzeiro, arrebentou na Série B com o Náutico sob comando do Givanildo Oliveira, ele voou na verdade. Foi para a China, voltou para o Athletico Paranaense, hoje está no Palmeiras. A tendência desse menino, se continuar na mesma pegada, ele vai para a Seleção Brasileira. Ele é muito focado naquilo que ele quer, nos objetivos de vida dele. Ele é muito família. Veio aqui em Belém a um jogo beneficente agradecer por tudo aquilo que eu fiz por ele. Tudo por amor. É a minha obrigação. Não tem aquela história de dar com uma mão e querer com a outra. Nada. Quando se faz isso acaba a amizade. A minha função na época era trabalhar para revelar jogadores e ajudar o clube. Foi legal. Esse menino não se empolga, não é dessa onda de ostentar. Tem um coração muito bom. Torço para que as coisas se multipliquem na carreira dele. | ” |

No restante de 2014, Agnaldo permaneceu como auxiliar técnico, até aceitar em outubro proposta de treinar o Vênus. Em 2015, novamente na comissão técnica do Remo, integrou os bastidores da campanha de acesso remista à terceira divisão, na Série D daquele ano; essa trajetória encerrou seis anos seguidos sem que o “Leão” tivesse assegurada uma participação na própria quarta divisão nacional.
Como treinador, Agnaldo também trabalhou no Bragantino, com o qual foi terceiro colocado no campeonato paraense de 2019. Chegou a candidatar-se pelo PROS a vereador na eleição municipal de Belém em 2020, como "Agnaldo Seu Boneco", conseguindo vaga de suplente na câmara legislativa. Sua ligação com o Remo tornou a ser reforçada em 2022, ao assumir cargo de coordenador técnico.
Em 2023, foi premiado no Pará com prêmio de Personalidade Esportiva do Ano, em reconhecimento a projeto social que, com discrição, auxiliava pessoas de renda baixa na obtenção de consultas e exames médicos. No mesmo ano, transferiu-se no Remo para outro cargo administrativo, o de auxiliar de desenvolvimento individual. Em maio de 2024, assumiu brevemente o comando dos treinamentos após a demissão do técnico Gustavo Morínigo, mas optou por deixar o clube por ver-se com pouco espaço para trabalhar, ainda que anunciasse conjuntamente que um novo retorno seria certo.

## Títulos

### Como jogador
- Sport Recife: Campeonato Brasileiro de Futebol de 1990 - Série B
- Remo: Campeonatos Paraenses de 1991, 1993, 1994, 1995, 1996 e 1997
- Paysandu: Campeonato Paraense de 1998

### Como treinador
- Remo: Campeonatos Paraenses de 1997 (jogador-treinador interino), 2004 (técnico efetivo) e 2014 (técnico interino)
- Paysandu: Campeonato Paraense de 2005 (três primeiros jogos)